# Ignacio Garate
Ignacio Garate Bergaretxe (Durango, 5 gennaio 1929 – Durango, 10 gennaio 2007) è stato un calciatore spagnolo, di ruolo centrocampista.

## Carriera

### Club
Fratello minore di Francisco Garate, esordisce in prima squadra con il Cultural Durango, passando prima all'Erandio, e poi all'Athletic Bilbao, con cui debutta in Primera División spagnola nella stagione 1953-1954, nella partita Athletic Bilbao-Celta Vigo (9-4) dell'8 ottobre 1950, in cui sigla anche un gol.
Dopo due stagioni con i Rojiblancos, viene ceduto all'Osasuna e poi al Real Murcia.
Nel 1954 si accasa al Deportivo La Coruna, con cui disputa altri due anni nel massimo campionato spagnolo, tornando poi all'Athletic, con cui conclude la carriera nel 1958.

## Palmarès

### Club

#### Competizioni nazionali
- Coppa di Spagna: 1

Athletic Club: 1958
- Coppa Eva Duarte: 1

Athletic Club: 1950